# Supercopa da Espanha de 2017
A Supercopa da Espanha 2017 foi a 34ª edição do torneio disputada nos dias 13 e 16 de agosto de 2017, em duas partidas de ida e volta entre o Real Madrid (Campeão Espanhol 2016-17) e o Barcelona (Campeão da Copa do Rei da Espanha 2016-17). Desde o ano de 2012 que não havia o confronto do El Clásico na final da Supercopa da Espanha.
O primeiro jogo ocorreu no domingo 13 de agosto no Camp Nou, em Barcelona, aonde o Real venceu o time da casa por 3 a 1. A segunda partida foi disputada na quarta-feira 16 de agosto, no Santiago Bernabeu, em Madrid e o Real venceu novamente, desta vez por 2 a 0, conquistando assim o seu décimo título da competição.

## Participantes
| Equipe      | Classificação                      | Títulos (último) |
| ----------- | ---------------------------------- | ---------------- |
| Real Madrid | Campeão La Liga de 2016–17         | 9 (2012)         |
| Barcelona   | Campeão da Copa del Rey de 2016–17 | 12 (2016)        |

## Final

### Jogo de ida
O primeiro tempo da partida terminou sem gols. Já logo nos cinco minutos inicias do segundo tempo, Marcelo disparou um chute cruzado para dentro da área que desviou no pé de Piqué e entrou para dentro do gol, resultando no gol contra do zagueiro. No minuto 77, Suárez foi derrubado na área por Navas e o juiz anotou penalidade máxima, que foi posteriormente convertida por Messi. Na marca de 80 minutos, o Real armou um contra-ataque rápido quando Isco serviu a Ronaldo que acertou o ângulo do gol adversário, marcando um belo gol. Na comemoração, Ronaldo foi advertido com um cartão amarelo por tirar a camisa. Logo após o gol, Ronaldo  caiu dentro da area , então o juiz achou que simulou um pênalti e acabou sendo expulso após levar o segundo cartão amarelo. O último gol do Real foi marcado aos 90 minutos de forma semelhante ao segundo, quando Asensio o chutou no canto superior do goleiro ter Stegen após uma assistência de Vázquez.
| 13 de agosto  | Barcelona       | 1 – 3     | Real Madrid                           | Camp Nou, Barcelona                                       |
| 22:00 (UTC+2) | Messi 77' (pen) | Relatório | Piqué 50' · Ronaldo 80' · Asensio 90' | Público: 89 514 Árbitro: ESP Ricardo de Burgos Bengoetxea |

| Barcelona | Real Madrid |

| G                | 1  | Marc-André ter Stegen |     |     |
| LD               | 22 | Aleix Vidal           |     |     |
| Z                | 3  | Gerard Piqué          | 27' |     |
| Z                | 23 | Samuel Umtiti         |     |     |
| LE               | 18 | Jordi Alba            |     |     |
| V                | 4  | Ivan Rakitić          |     | 83' |
| V                | 5  | Sergio Busquets       | 57' |     |
| M                | 8  | Andrés Iniesta        |     | 68' |
| A                | 10 | Lionel Messi          | 40' |     |
| A                | 9  | Luis Suárez           |     |     |
| A                | 16 | Gerard Deulofeu       |     | 59' |
| Substituições:   |    |                       |     |     |
| M                | 6  | Denis Suárez          |     | 59' |
| M                | 20 | Sergi Roberto         |     | 68' |
| A                | 17 | Paco Alcácer          |     | 83' |
| Treinador:       |    |                       |     |     |
| Ernesto Valverde |    |                       |     |     |

| G               | 1  | Keylor Navas      | 76'      |     |
| LD              | 2  | Dani Carvajal     | 41'      |     |
| Z               | 5  | Raphaël Varane    |          |     |
| Z               | 4  | Sergio Ramos      |          |     |
| LE              | 12 | Marcelo           |          |     |
| V               | 14 | Casemiro          | 20'      |     |
| V               | 23 | Mateo Kovačić     |          | 68' |
| V               | 8  | Toni Kroos        |          |     |
| M               | 22 | Isco              |          |     |
| A               | 9  | Karim Benzema     |          | 58' |
| A               | 11 | Gareth Bale       | 41'      | 81' |
| Substituições:  |    |                   |          |     |
| A               | 7  | Cristiano Ronaldo | 80', 82' | 58' |
| M               | 20 | Marco Asensio     |          | 68' |
| A               | 17 | Lucas Vázquez     |          | 81' |
| Treinador:      |    |                   |          |     |
| Zinedine Zidane |    |                   |          |     |

| Bandeirinhas: Jon Núñez Fernández Iker de Francisco Grijalba Quarto árbitro: Antonio Santos Pargaña |

Estatísticas
| Geral               | Barcelona | Real Madrid |
| ------------------- | --------- | ----------- |
| Gols marcados       | 1         | 3           |
| Finalizações totais | 16        | 12          |
| Finalizações no gol | 6         | 7           |
| Escanteios          | 13        | 4           |
| Faltas cometidas    | 10        | 16          |
| Impedimentos        | 4         | 5           |
| Pênaltis            | 1         | 0           |

### Jogo de volta
O primeiro gol do segundo jogo aconteceu bem cedo, através de um lançamento aos quarto minutos, quando a bola alcançou Asensio, que marcou o gol em um chute longo. Aos 39 minutos de jogo, Marcelo cruzou para Benzema que controlou a bola, girou e finalizou no canto esquerdo do goleiro, fechando o placar e garantindo a vitória do time Merengue. Theo Hernández e Dani Ceballos fizeram suas estreias oficiais, respectivamente.
| 16 de agosto  | Real Madrid              | 2 – 0     | Barcelona | Santiago Bernabéu, Madrid                                |
| 23:00 (UTC+2) | Asensio 4' · Benzema 39' | Relatório |           | Público: 75 167 Árbitro: ESP José María Sánchez Martínez |

| Real Madrid | Barcelona |

| G               | 1  | Keylor Navas   |  |     |
| LD              | 2  | Dani Carvajal  |  |     |
| Z               | 4  | Sergio Ramos   |  |     |
| Z               | 5  | Raphaël Varane |  |     |
| LE              | 12 | Marcelo        |  |     |
| V               | 10 | Luka Modrić    |  |     |
| V               | 23 | Mateo Kovačić  |  | 62' |
| V               | 8  | Toni Kroos     |  | 80' |
| M               | 17 | Lucas Vázquez  |  |     |
| A               | 9  | Karim Benzema  |  |     |
| A               | 20 | Marco Asensio  |  | 75' |
| Substituições:  |    |                |  |     |
| Z               | 14 | Casemiro       |  | 62' |
| M               | 15 | Theo Hernández |  | 75' |
| M               | 24 | Dani Ceballos  |  | 80' |
| Treinador:      |    |                |  |     |
| Zinedine Zidane |    |                |  |     |

| G                | 1  | Marc-André ter Stegen |     |     |
| Z                | 14 | Javier Mascherano     |     |     |
| Z                | 3  | Gerard Piqué          |     | 50' |
| Z                | 23 | Samuel Umtiti         |     |     |
| V                | 4  | Ivan Rakitić          |     |     |
| V                | 5  | Sergio Busquets       |     |     |
| M                | 21 | André Gomes           |     | 72' |
| MD               | 20 | Sergi Roberto         |     |     |
| ME               | 18 | Jordi Alba            |     | 78' |
| A                | 10 | Lionel Messi          |     |     |
| A                | 9  | Luis Suárez           | 89' |     |
| Suplentes:       |    |                       |     |     |
| Z                | 2  | Nélson Semedo         |     | 50' |
| A                | 16 | Gerard Deulofeu       |     | 72' |
| Z                | 19 | Lucas Digne           |     | 78' |
| Treinador:       |    |                       |     |     |
| Ernesto Valverde |    |                       |     |     |

| Bandeirinhas: Raúl Cabañero Martínez José Gallego García Quarto árbitro: José Joaquín Gallego Gambín |

Estatísticas
| Geral               | Real Madrid | Barcelona |
| ------------------- | ----------- | --------- |
| Gols marcados       | 2           | 0         |
| Finalizações totais | 14          | 12        |
| Finalizações no gol | 5           | 3         |
| Escanteios          | 6           | 3         |
| Faltas cometidas    | 12          | 10        |
| Impedimentos        | 4           | 2         |

## Campeão
| Supercopa da Espanha de 2017 |
| ---------------------------- |
| REAL MADRID 10° titulo       |